# Cerceris eryngii
Cerceris eryngii é uma espécie de insetos himenópteros, mais especificamente de vespas pertencente à família Crabronidae.
A autoridade científica da espécie é Marquet, tendo sido descrita no ano de 1875.
Trata-se de uma espécie presente no território português.